# Xyletinus
Xyletinus es un género de escarabajos de la familia Ptinidae y la subfamilia Xyletininae.
Subgéneros y especies incluidos:
- Subgénero Calypterus
  - Xyletinus bucephalus
  - Xyletinus fimicola
  - Xyletinus wollastoni
- Subgénero Pseudocalypterus
  - Xyletinus pectiniferus
- Subgénero Xeronthobius
  - Xyletinus bucephaloides
  - Xyletinus lecerfi
  - Xyletinus ocularis
  - Xyletinus pallens
- Subgénero Xyletinus
  - Xyletinus ater
  - Xyletinus balcanicus
  - Xyletinus brasiliensis
  - Xyletinus cylindricus
  - Xyletinus distinguendus
  - Xyletinus excellens
  - Xyletinus fibyensis
  - Xyletinus formosus
  - Xyletinus hanseni
  - Xyletinus interpositus
  - Xyletinus kofleri
  - Xyletinus laticollis
  - Xyletinus latiusculus
  - Xyletinus longitarsis
  - Xyletinus maculatus
  - Xyletinus moraviensis
  - Xyletinus muehlei
  - Xyletinus ornatus
  - Xyletinus pectinatus
  - Xyletinus planicollis
  - Xyletinus pseudoblongulus
  - Xyletinus ruficollis
  - Xyletinus sareptanus
  - Xyletinus subrotundatus
  - Xyletinus tremulicola
  - Xyletinus vaederoeensis
- Subgénero Xyletomimus
  - Xyletinus leprieuri
  - Xyletinus sanguineocinctus